# Cimetière orthodoxe de Varsovie
Le cimetière orthodoxe de Varsovie (polonais : Cmentarz Prawosławny na Woli) est l'une des nécropoles les plus anciennes de Varsovie, dans le quartier de Wola. Il fut aménagé sur 18 hectares au milieu du XIXe siècle pour les Russes qui vivaient alors à Varsovie. On y trouve la tombe du président du conseil municipal de Varsovie entre 1875 et 1892 Sokrates Starynkiewicz.
Il est surplombé par l'église orthodoxe Saint-Jean-Climaque, de style rostovien.
On peut y voir les tombes de plusieurs prêtres orthodoxes, de marchands et commerçants russes et de familles notables comme les Chelekhov ou Istominov morts entre 1815 et 1915, à l'époque de l'Empire russe. Sont enterrés aussi au cimetière russe de Wola des soldats de l'Armée blanche, tombés entre 1918 et 1921, ou le général ukrainien Mark Danilovitch Bezroutchko, mort en exil en 1944, et plus récemment des personnes originaires de l'ancienne URSS.

## Personnalités
- Alexandre Lvovitch Blok (1852-1909), professeur de Droit, père du poète Alexandre Blok
- Maria Burska-Przybora (1910-2009), cantatrice
- Jerzy Klinger (1918-1976), théologien orthodoxe
- Sergueï Sergueïevitch Moukhanov (1833-1897) second époux de la pianiste Maria Kalergis, née Nesselrode, ancien aide-de-camp du grand-duc Constantin
- Antoni Pogorelski (1787-1838), écrivain russe
- Dimitri Philosophoff (1872-1940), écrivain et critique littéraire
- Sokrates Starynkiewicz (1820-1902), général de l'armée impériale russe et président du conseil municipal de Varsovie

## Galerie

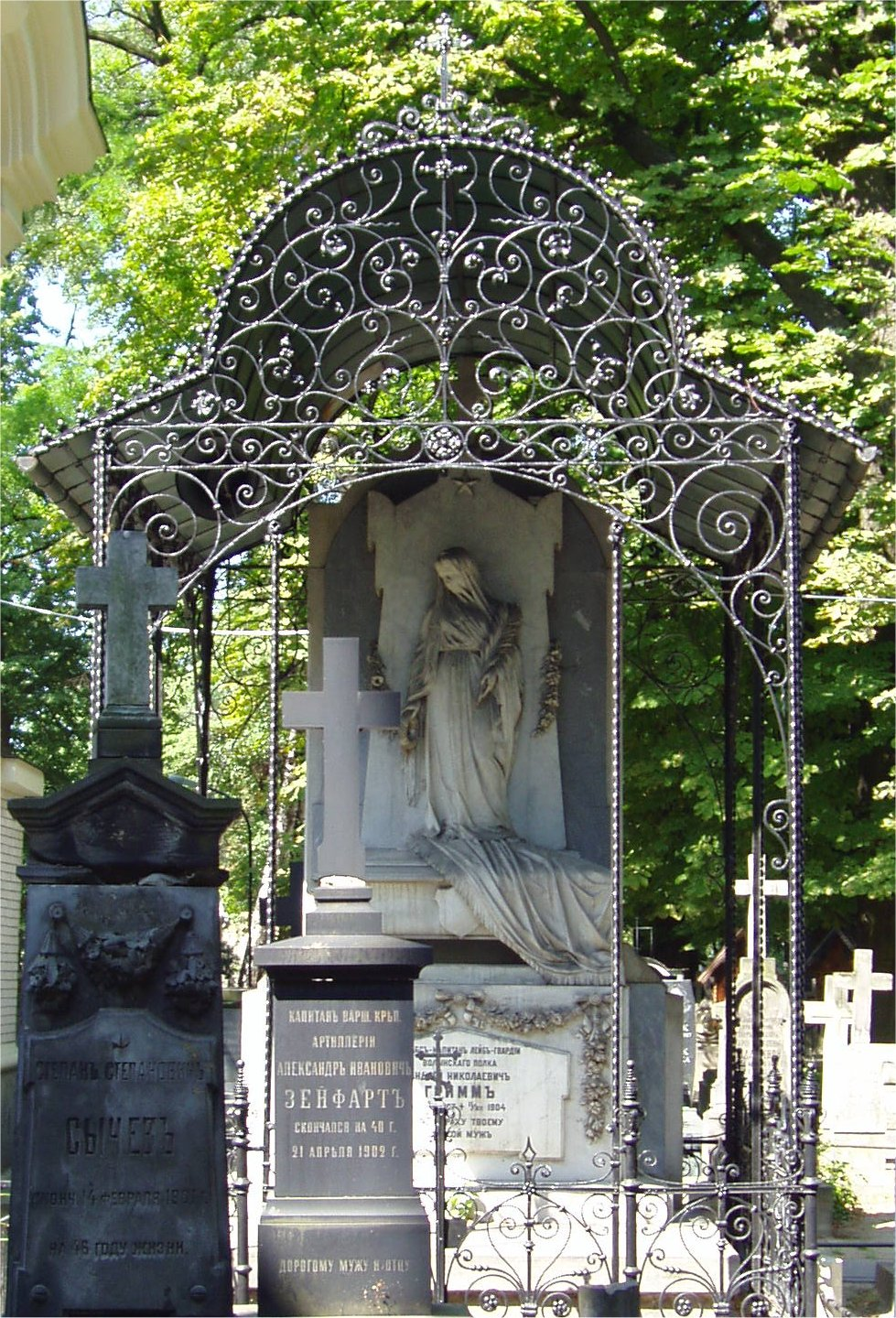
Tombes anciennes
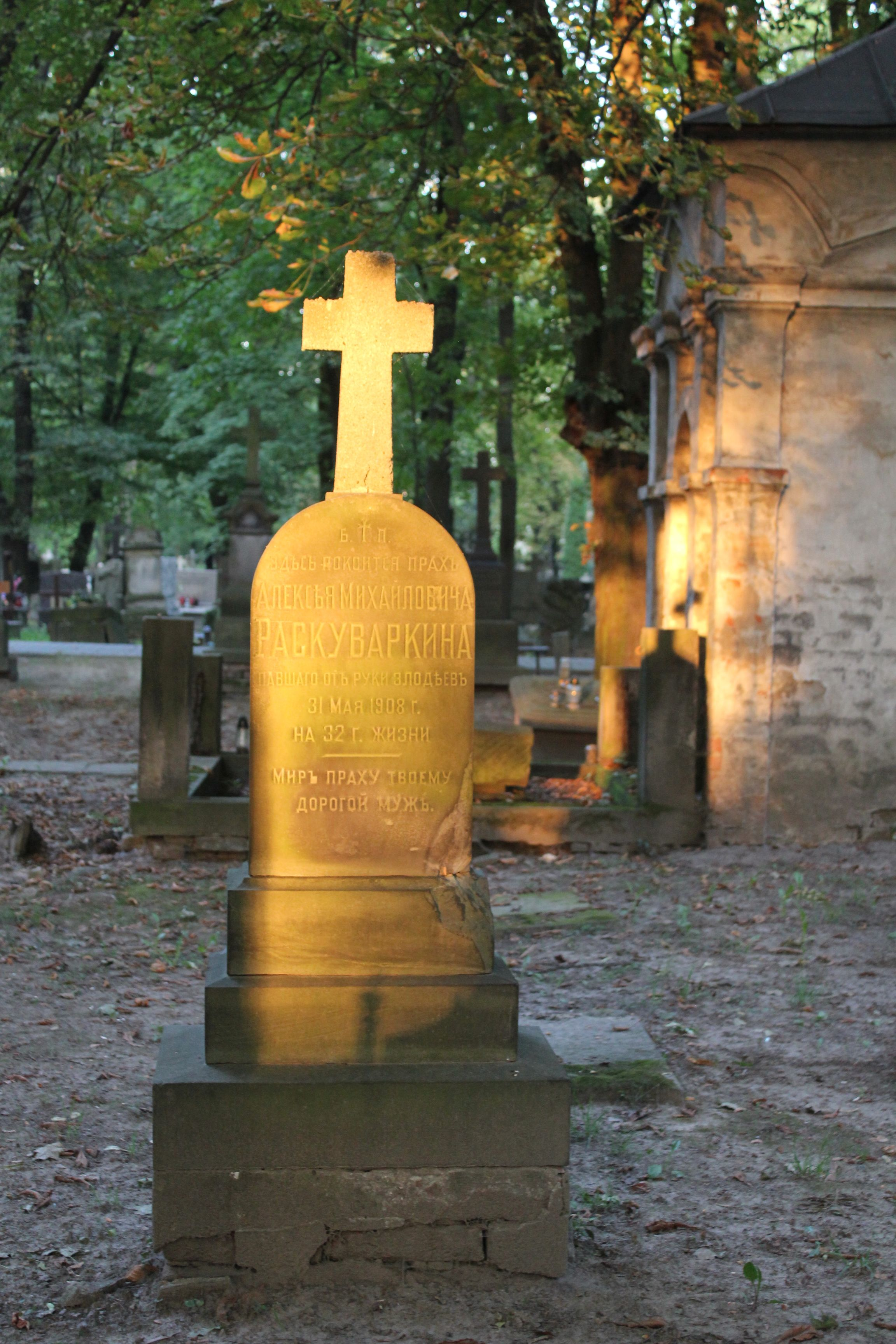
Un tombeau russe de 1908
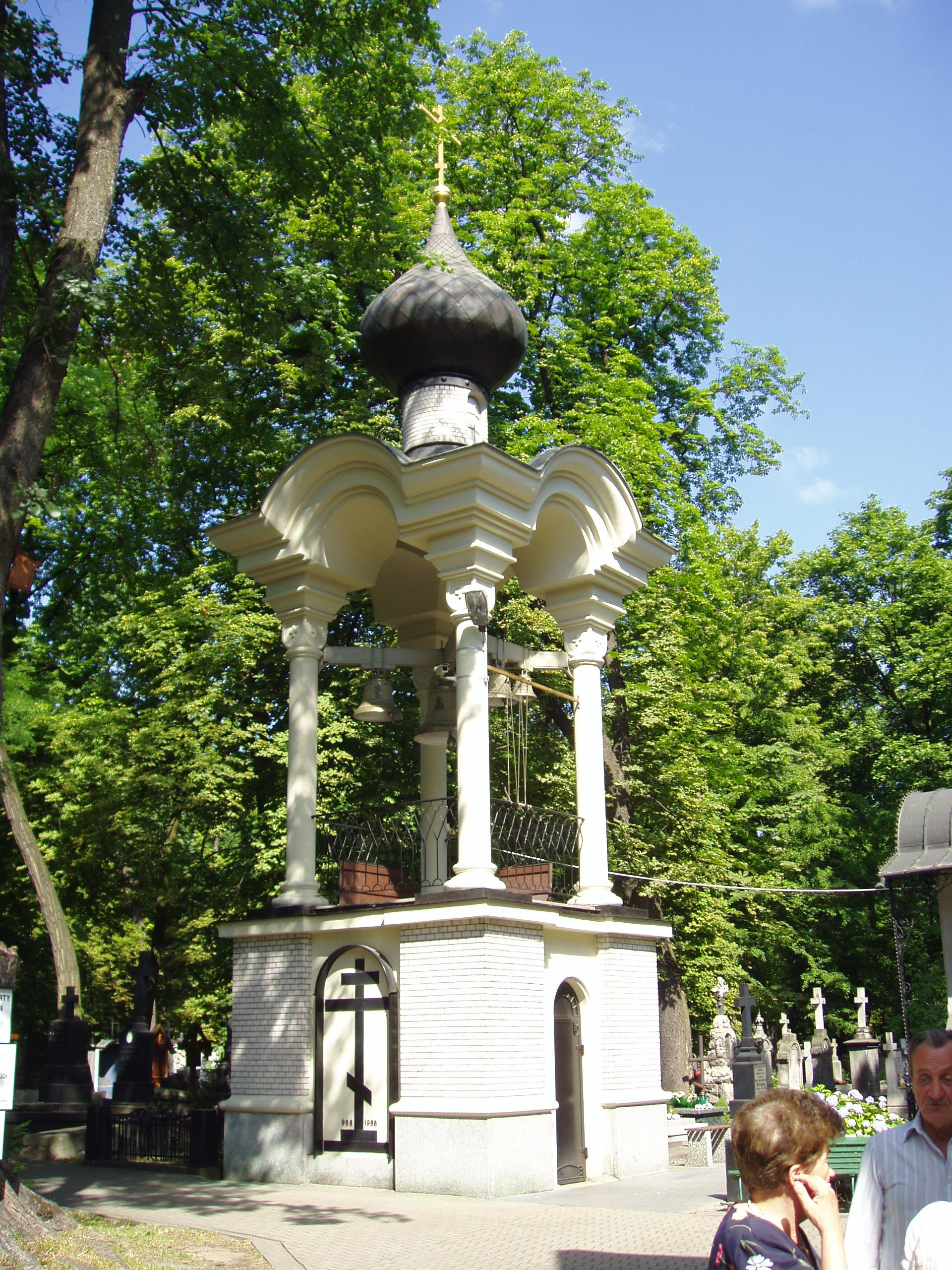
Clocher du cimetière